# Carlos Álvarez (barítono)
Carlos Álvarez Rodríguez (Málaga; 12 de agosto de 1966) es un barítono español. 

## Biografía
En su juventud cantó en la Coral Santa María de la Victoria y fue miembro fundador de la Coral Carmina Nova, integrándose en 1988, cuando se creó, en el Coro de la Ópera de Málaga, con el que empezó a interpretar papeles de comprimario en las representaciones operísticas de sus temporadas líricas. Estudió en el conservatorio de su ciudad natal y se dedicó profesionalmente al canto.

## Trayectoria
Fue determinante su encuentro con su representante Alfonso García Leoz, a raíz de su intervención como “Capitán Alberto” en la producción de Marina de enero de 1990 en el Teatro Arriaga de Bilbao. Representado por él, debutó en el Teatro de la Zarzuela de Madrid en 1990 con la zarzuela La del Manojo de Rosas, de Pablo Sorozábal. Comenzó como barítono mozartiano, rechazando la oferta de Riccardo Muti de cantar Rigoletto en La Scala por considerarse demasiado joven e inexperto para interpretarlo.[cita requerida]
Carlos Álvarez ha cantado en los principales teatros del mundo. Así, en el Covent Garden de Londres, intervino en una destacada La Traviata (1994), con dirección de Georg Solti; Otello (1999), con la Orquesta Sinfónica de Londres y dirección de sir Colin Davis y Rigoletto (2003), con dirección de Maurizio Benini. En el Metropolitan Opera de Nueva York ha formado parte de: La Traviata (1996), Il Trovatore, Un baile de máscaras (Renato, 2005), Luisa Miller (2006, junto al tenor californiano de origen hispano Eduardo Villa) y Rigoletto (2006). 
Sus mayores triunfos los ha obtenido cantando, a lo largo de varias temporadas, en la Staatsoper de Viena: debut en 1995 con el Fígaro de “Il barbiere di Siviglia”, 1997 con el Rodrigo de la ópera de Verdi Don Carlo, Ernani (1998, dirigido por S. Ozawa), Don Giovanni (1999, dirigido por R. Muti), Roberto Devereux (2000), Las bodas de Fígaro (2001, dirigido por Muti y de nuevo en 2005-2006), La favorita (papel de Alfonso XI, 2003, 2004), Falstaff (papel de Ford, 2003, con dirección de Mehta), El barbero de Sevilla (2003, 2004, 2006).
Igualmente, ha cantado en Zúrich (Roberto Devereux, 1997) y Ginebra (El elixir de amor, 1997; El trovador, 1998). 
Debutó en el Festival de Salzburgo, en un famoso Don Carlo (1998 y 1999), dirigido por Lorin Maazel; también ha intervenido en un Otello. En Ámsterdam dio una versión de concierto de I Pagliacci (1999), dirigido por Riccardo Chailly, con la Koninklijk Concertgebouworkest, grabado por Decca.'Sharpless” fue el papel con el que debutó en La Scala en 1996, con dirección de Riccardo Chailly. Posteriormente participó en la producción de 1999 de “Don Giovanni” dirigida por Muti; en octubre de 2006 ha regresado con el mismo papel al teatro milanés, dirigido por Dudamel en producción de Mussbach. 
Otros escenarios de ópera en los que ha cantado son: Rávena (1999, Don Giovanni y Las bodas de Fígaro), Chicago (1999, con Rigoletto dirigido por Jesús López Cobos), La Bastilla en París (2001, el Marqués de Posa en Don Carlo; 2002, Otello; y Simón Boccanegra en 2006 con dirección de S. Cambreling) o Florencia (2003, Rigoletto).
Además de estos escenarios internacionales, ha participado en producciones en el Teatro Real de Madrid: Las bodas de Fígaro (1998), Ernani (en el personaje de Don Carlo, 2000), Rigoletto (octubre de 2001), Ildegonda de Emilio Arrieta (papel de Rolando Gualderano, en versión de concierto, 2004). En 2004, estrenó un Macbeth ambientado en la Primera Guerra Mundial, dirigido por López Cobos en la única ópera de Verdi que le quedaba por dirigir, y dirección de escena de Gerardo Vera. Al año siguiente, abrió la temporada del Real con Don Giovanni, con Víctor Pablo Pérez como director musical y Lluís Pasqual como director de escena que traslada la ópera a los oscuros años cuarenta de posguerra. Igualmente, ha actuado en varias temporadas del Gran Teatro del Liceo de Barcelona: Don Carlo (2000), Sir Ricardo Forth en I Puritani de Vincenzo Bellini (2001), Giorgio Germont en La Traviata de Giuseppe Verdi (2001), Rigoletto y Macbeth (2004). En 2006 intervino junto a Montserrat Caballé, en el homenaje al barítono Manuel Ausensi en el Liceo, durante la fase final del Premio Manuel Ausensi y, como Sharpless, en Madama Butterfly, dirigido por Y. Abel. 
Asimismo, Álvarez cuenta con el cariño y la admiración del público del coliseo lírico andaluz, siendo uno de los cantantes predilectos del Teatro de la Maestranza de Sevilla, resultando memorables sus interpretaciones como Yago, en el Otello presentado en la temporada 2002-03, Macbeth en la temporada 2003-04, y más recientemente D. Giovanni en la temporada 2014-15.
En 2013 debutó en el Teatro Colón de Buenos Aires en Otello junto a José Cura.
Cabe destacar también sus trabajos junto a Plácido Domingo. El tenor español le invitó a interpretar el personaje de un cazador portugués, villano de la ópera O Guaraní, del compositor brasileño Antônio Carlos Gomes, tanto en Bonn (1994) como en la ópera de Washington D. C., en la inauguración de la temporada de Domingo como Director Artístico (noviembre de 1996). Con Plácido Domingo ha cantado en lugares tan diversos como Fráncfort del Meno, Tokio, Hanóver, Berlín y Boston, además de en escenarios españoles.

## Reconocimientos
Carlos Álvarez une a su voz su expresividad como actor en el escenario. Se le concedió en 2003 el Premio Nacional de Música en la categoría de interpretación. Es conocido sobre todo por su repertorio verdiano, que es el que le ha dado las mayores satisfacciones, según ha reconocido públicamente. 
Algunos de sus reconocimientos
- Medalla de Oro al mérito en las Bellas Artes 2002.[2]
- Premio Nacional de Música 2003.
- Medalla de Andalucía 2003.
- Hijo predilecto de la Provincia de Málaga 2004.
- Académico de honor de la Real Academia de Bellas Artes de San Telmo 2007.
- Medalla de oro del Gran Teatro del Liceo 2013.[3]

- ACADÉMICO DE LA ACADEMIA DE LAS ARTES ESCÉNICAS DE ESPAÑA desde 2014
- 3º PREMIO DE CULTURA DE LA UNIVERSIDAD DE SEVILLA 2015
- DOCTOR HONORIS CAUSA por la UNIVERSIDAD DE MÁLAGA en 2018